# Reginópolis
Reginópolis este un oraș în São Paulo (SP), Brazilia.